# Vaselina
La vaselina (del nombre comercial inglés vaseline, y este, quizás, de wasser —en alemán, 'agua'— + έλαιον —elaion, en griego, 'aceite'— + sufijo -ine), también conocido como grasa mineral, petrolatum o petrolato, es una mezcla semisólida de hidrocarburos del petróleo. La marca comercial de Vaseline en Estados Unidos popularizó la vaselina altamente purificada como pomada para aplicación tópica por sus propiedades curativas y lubricantes desde 1870.
Al popularizarse la vaselina como medicina tradicional, formando parte habitualmente del botiquín de muchas familias, su uso se amplió como cosmético y para tratar dolencias como, hongos en las uñas de los pies, erupciones genitales (no ITS), hemorragias nasales, dermatitis por pañal y dermatitis por resfriado común. Desde entonces, su valor medicinal folclórico como "panacea universal" se ha reducido distinguiendo usos más apropiados o seguros. 
Está aprobado como medicamento de venta libre para la protección o cuidado de la piel por la Administración de Alimentos y Medicamentos de Estados Unidos. Sigue siendo ampliamente utilizado en cosmética, donde a menudo se le conoce vagamente como aceite mineral, en contraposición a los aceites orgánicos. También se utiliza como vehículo para otros ingredientes en otros productos de farmacia o perfumes, y se puede encontrar en algunos procesados de los alimentos, o como lubricante para la maquinaria.

## Historia
El mercader y viajero Marco Polo en 1273 describió la exportación de un aceite, probablemente nafta, proveniente de la península de Bakú en las proximidades del Mar Caspio con cientos de camellos y también en barco, para quemar y como ungüento para tratar la sarna.
 

Los indígenas americanos descubrieron el uso de la vaselina para proteger y curar la piel. Ya en 1415-1450 se habían construido pozos de petróleo sofisticados en el oeste de Pensilvania. En 1859, los trabajadores que operaban las primeras plataformas petroleras de los Estados Unidos de América notaron que se formaba un material similar a la parafina en las plataformas mientras investigaban fallas. Creyendo que la sustancia aceleraba la curación, los trabajadores usaban la gelatina en cortes y quemaduras.

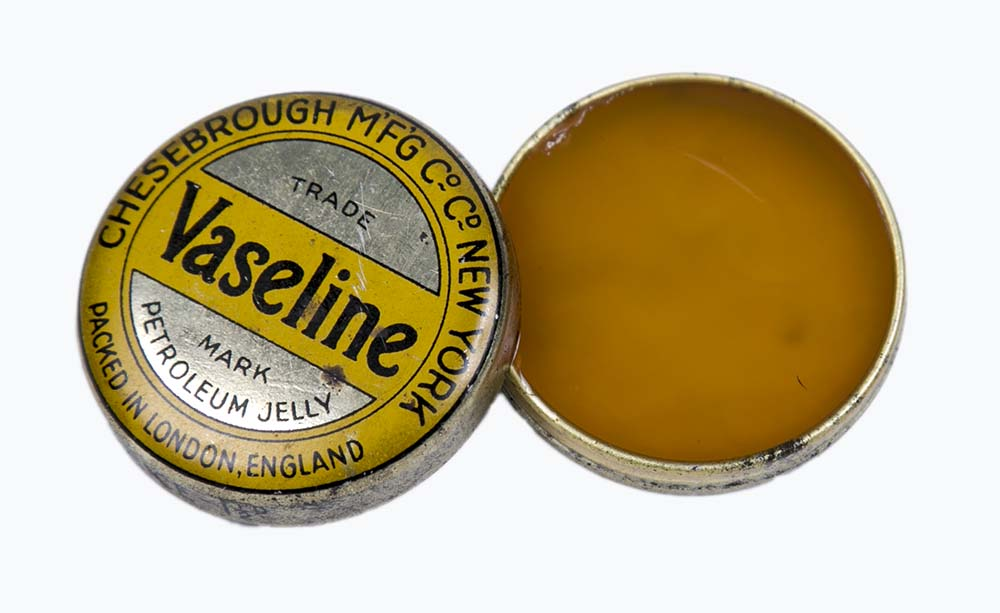
Envase de vaselina producida en el Reino Unido en la década de 1910.

Robert Chesebrough era un joven químico aunque nacido en Londres, había crecido en Nueva York en Estados Unidos. Su carrera había comenzado como destilador de queroseno producido por el aceite de cachalote. Sin embargo, con el uso masivo del petróleo, su trabajo había quedado obsoleto. Así que fue a Titusville en Pensilvania para ver qué nuevos materiales tenían potencial comercial en los nuevos campos petrolíferos. Chesebrough conoció una cera en barra de color verde a dorado sin refinar que usaban los trabajadores de los campos de petróleo. Al analizar una muestra en su laboratorio descubrió que al destilar y purificar los productos de aceite más livianos y delgados de la cera en barra, podía crear un gel de color claro, más transparente y consistente. Chesebrough patentó el proceso de fabricación de vaselina mediante la patente de 127.568 en 1872. El proceso implicaba la destilación al vacío del material bruto seguido de la filtración del residuo en alambique a través de carbón animal. Chesebrough viajó por Nueva York demostrando el producto para fomentar las ventas quemando su piel con ácido o una llama abierta, luego esparciendo el ungüento sobre sus heridas y mostrando sus heridas pasadas curadas, afirmaba, con su producto milagroso. Abrió su primera fábrica en 1870 en Brooklyn con el nombre de Vaseline.
La marca comercial Vaseline está registrada en países de habla hispana y portuguesa, sin embargo, utiliza el nombre de Vasenol, ya que «vaselina» se considera un nombre genérico.

## Características físicas y químicas
Es un producto químico, un coloide formado por una fracción pesada de hidrocarburos en forma de compuesto saturado de cadena larga, principalmente de hidrocarburos líquidos y cristalinos saturados con un número de carbonos mayoritariamente superior a 26 átomos de carbono. La composición de dicha mezcla puede variar dependiendo de la clase de petróleo y del procedimiento de refinado, cuando se produce por primera vez, suele ser de color oscuro debido a las impurezas. Después del suficiente refinamiento se convierte en una sustancia blanca, a veces amarillenta, inodora, espesa y resbaladiza.
Al ser una mezcla presenta un punto de fusión no definido, observándose un reblandecimiento en las proximidades de los 36 °C y completándose el paso al estado líquido sobre los 60 °C. El punto de ebullición está sobre los 350 °C. La vaselina es hidrófoba, es decir, prácticamente no se disuelve en agua, y es menos densa que esta (0,9 g/cm³). El petrolatum tiene una larga vida útil, lo que significa que no requiere de conservantes adicionales para mantenerse intacto.

### Riesgo para la salud
El Environmental Working Group (EWG), una organización sin ánimo de lucro de los Estados Unidos que se dedica a informar para mejorar la protección de la salud pública y la ecología, da una calificación de seguridad de "peligro moderado", y dice que los cosméticos que usan petrolatum necesitan más estudios de seguridad. Puede existir un riesgo de contaminación por hidrocarburos aromáticos policíclicos (HAPs), sustancias químicas cancerígenas que se encuentran en el petróleo y sus derivados. Los estudios sugieren que la exposición a los HAPs -incluido el contacto con la piel durante largos períodos de tiempo- está asociada con el cáncer.
La vaselina es segura y efectiva cuando se purifica adecuadamente sin embargo, aunque ningún estudio ha demostrado nunca una relación directa entre el petrolatum y el cáncer, la Unión Europea ha incluido numerosos grados de petrolatum en una lista de sustancias potencialmente peligrosas. En la Unión Europea, el petrolato sólo puede utilizarse en cosméticos "si se conoce el historial completo de refinación y se puede demostrar que la sustancia a partir de la cual se produce no es carcinógena".

### Impacto ecológico
El petrolatum proviene del petróleo sin refinar, y como tal es un recurso no renovable. El estudio citado de EWG dice que hay petrolato en una proporción de uno de cada 14 productos cosméticos en el mercado, incluyendo el 15 por ciento de los lápices labiales y el 40 por ciento de las lociones y aceites para bebés. No hay datos que den cifras del impacto generalizado del producto en el medio ambiente.